# Blenio
Blenio è un comune svizzero di 1'816 abitanti del Canton Ticino, nel distretto di Blenio, parte della Regione Tre Valli. Situato in valle di Blenio, è stato istituito il 22 ottobre 2006 con la fusione dei comuni soppressi di Aquila, Campo, Ghirone (che nel 1836 aveva inglobato il comune soppresso di Buttino), Olivone e Torre (che nel 1927 aveva inglobato il comune soppresso di Grumo); sede comunale è Olivone. Per la sua posizione è il comune ticinese più settentrionale.

## Storia

### Simboli
Lo stemma è stato approvato ufficialmente dal consiglio comunale il 19 novembre 2009. È raffigurato al centro il fiume Brenno, che lo attraversa da nord a sud, affiancato da cinque cerchi d'oro che rappresentano i comuni aggregati nel 2006 disposti rispettando i versanti orografici.

## Società

### Evoluzione demografica
L'evoluzione demografica è riportata nella seguente tabella:
Abitanti censiti

## Geografia antropica

### Frazioni
- Aquila
  - Dangio
  - Grumarone
  - Pinaderio
  - Ponto Aquilesco
- Campo
- Ghirone
  - Aquilesco/Dauresco
  - Baselga
  - Buttino
  - Cozzera
  - Scalvedo
- Olivone
  - Lavorceno
  - Scona
  - Sommascona
- Torre
  - Grumo

## Sport
Il comune ospita le stazioni sciistiche di Campra e Campo Blenio specializzate rispettivamente nello sci nordico e sci alpino.

## Bibliografia

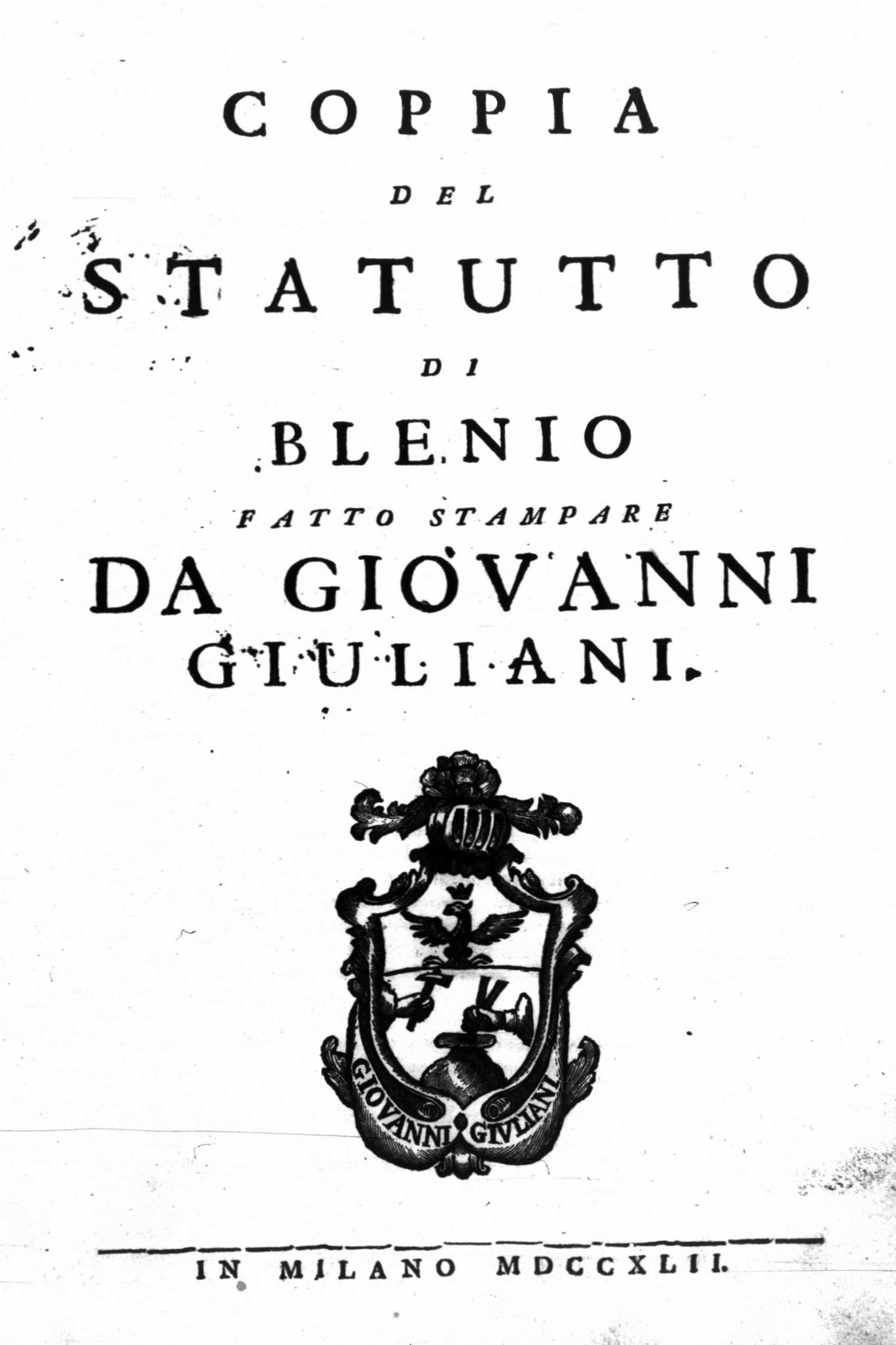
Lo statuto di Blenio (Coppia del Statutto di Blenio, 1742)